# Mơ về nơi...khi xưa ta bé
Mơ về nơi...khi xưa ta bé là album tổng hợp (greatest hits) đầu tiên của ca sĩ Thu Phương, được phát hành ngày 5 tháng 4 năm 2003 bởi Công ty thế giới Nghệ thuật và được thu âm tại Lạc Cầm Studio, California, Hoa Kỳ. Nó được hình thành trong khoảng thời gian nhiều sóng gió nhất trong sự nghiệp của Phương, khi giới chuyên môn và công chúng cho rằng sự nghiệp của cô đang bị chững lại vì scandal và việc sang Mỹ là để tìm kiếm chân trời mới. Đây cũng là đĩa nhạc đầu tiên của Phương tại Hoa Kỳ (không phải album phòng thu) được phát hành giới hạn tại các tiểu bang trên nước Mỹ. Album là tập hợp những bài hit xuyên suốt hơn một thập kỷ ca hát của cô (từ năm 1991 - 2002), bao gồm bản phối lại của "Biển cạn", "Bang Bang" cùng 5 ca khúc trong đĩa Chào em ! chào xinh tươi cũng như các bài hát chưa từng xuất hiện trên bất kỳ album cá nhân hay tổng hợp nào của nữ ca sĩ như "Quán cóc", "Xa vắng" và bản nhạc ngoại "Nơi cuối chân trời (No me ames)" của Jennifer Lopez.
Ngoài ra, đây cũng là album cuối cùng của Phương có sự góp giọng của chồng cũ của cô, Huy MC, trước khi chia tay và tất cả những bài hát đã giới thiệu một khía cạnh tổng quát nhất của Thu Phương ở giai đoạn nhạy cảm nhất trong sự nghiệp của cô. Album được thu âm và sản xuất bởi nhạc sĩ Sỹ Dự tại Hoa Kỳ.

## Danh sách ca khúc
| STT | Nhan đề                                             | Sáng tác                                        | Thời lượng |
| --- | --------------------------------------------------- | ----------------------------------------------- | ---------- |
| 1.  | "Mơ về nơi xa lắm"                                  | Phú Quang, Thái Thăng Long (thơ)                | 6:40       |
| 2.  | "Ngủ ngoan nhé ngày xưa"                            | Trần Quang Lộc                                  | 5:20       |
| 3.  | "Đồng nội"                                          | Trần Minh Phi                                   | 5:19       |
| 4.  | "Hoài niệm dấu yêu"                                 | Thế Hiển                                        | 5:30       |
| 5.  | "Khi xưa ta bé" (new version)                       | nhạc Mỹ, lời Việt Phạm Duy                      | 4:39       |
| 6.  | "Biển cạn" (jazzy version)                          | Kim Tuấn                                        | 5:41       |
| 7.  | "Xa vắng"                                           | nhạc Hoa, lời Việt: Tường Văn                   | 6:06       |
| 8.  | "Quán cóc"                                          | Võ Thiện Thanh                                  | 7:15       |
| 9.  | "Cô gái đến từ hôm qua"                             | Trần Lê Quỳnh                                   | 4:22       |
| 10. | "Biệt khúc"                                         | Nguyễn Ánh 9                                    | 3:49       |
| 11. | "Nơi cuối chân trời (No me ames)" (hát cùng Huy MC) | nhạc Tây Ban Nha, lời Việt: Thu Phương & Huy MC | 5:42       |

## Sản xuất
- Biên tập & thu âm: Thu Phương[2]
- Sản xuất, hòa âm và mix: Lê Sỹ Dự
- Ảnh bìa: Thu Phương
- Phân phối & phát hành: Công ty Thế giới Nghệ thuật & Lạc Cầm Music

## Tái bản năm 2007
Năm 2007, hãng đĩa Làng Văn tại Hoa Kỳ đã mua bản quyền và tái bản đĩa Mơ về nơi...khi xưa ta bé với tên "Mơ về nơi xa lắm"

Bìa đĩa "Mơ về nơi xa lắm" năm 2007Bìa đĩa "Mơ về nơi xa lắm" năm 2007